# Kyle Allen (acteur)
Pour les articles homonymes, voir Allen.
Ne doit pas être confondue avec Kyle Allen, joueur de football américain.
Kyle Allen, né le 10 octobre 1994 à Livermore en Californie, est un acteur américain.
Il est notamment connu pour son rôle de Skylar dans le film The In Between.

## Biographie
Kyle Allen est originaire de Livermore en Californie. Il a commencé à s'entraîner à l'acrobatie à un jeune âge et a fréquenté la Kirov Academy of Ballet (en) à Washington.

### Carrière
En juillet 2015, il a été choisi pour jouer un rôle principal dans la série dramatique The Path avec Aaron Paul et Michelle Monaghan. Le 24 avril 2018 est annoncée l'annulation de la série après trois saisons. La série a été diffusée entre le 30 mars 2016 et le 28 mars 2018 sur la plateforme de vidéo à la demande Hulu.
En juillet 2018, il est apparu dans un rôle récurrent dans la saison 8 de la série American Horror Story.
En 2019, il a été choisi pour jouer le rôle de Balkan dans le film musical américain West Side Story, réalisé par Steven Spielberg. Il s'agit d'une nouvelle adaptation de la comédie musicale West Side Story, créée à Broadway en 1957. La sortie de West Side Story est initialement prévue pour le 18 décembre 2020 aux États-Unis. Cependant, en septembre 2020, en raison de la pandémie de Covid-19, la date est repoussée au 10 décembre 2021 par Walt Disney Studios Motion Pictures.
Le 24 février 2021, Kyle Allen est annoncé pour un premier rôle avec Joey King dans le film The In Between d'Arie Posin, disponible depuis le 11 février 2022 sur Paramount+ aux États-Unis et depuis le 8 avril 2022 sur Netflix en France,.
Le 15 juillet 2021, il a été choisi pour jouer le rôle de Roméo dans la comédie romantique Rosaline, un récit moderne de Roméo et Juliette avec Kaitlyn Dever et Isabela Moner. Réalisée par Karen Maine (en), le scénario est inspiré du roman When You Were Mine de Rebecca Serle, une version moderne du conte classique de Shakespeare à travers les yeux de la cousine de Juliette, Rosaline. Le film devrait sortir en 2022 sur Hulu aux États-Unis et sur Disney+ à l'international.
Le 28 septembre 2021, il rejoint la distribution de The Greatest Beer Run Ever, un film de guerre réalisé par Peter Farrelly adapté du livre du même nom de Joanna Molloy et John "Chickie" Donohue. Le film met en vedette Zac Efron, Russell Crowe et Bill Murray.
Le 5 mars 2024, Kyle Allen est annoncé pour un premier rôle avec Sofia Carson dans la comédie romantique The Life List du scénariste-réalisateur Adam Brooks aux côtés de Sebastian De Souza et Connie Britton. Il s'agit d'une adaptation du roman de Lori Nelson Spielman sorti en de 2013, le film sort en 2025 sur Netflix.

## Filmographie

### Cinéma
- 2020 : All My Life de Marc Meyers (en): Andy McFarland
- 2021 : The Map of Tiny Perfect Things (Itinéraire des Petites Choses) de Ian Samuels : Mark
- 2021 : West Side Story de Steven Spielberg : Balkan[4]
- 2022 : The In Between d'Arie Posin : Skylar[7]
- 2022 : The Greatest Beer Run Ever de Peter Farrelly : Bobby Pappas[9]
- 2022 : Rosaline de Karen Maine (en) : Roméo[8]
- 2022 : Space Oddity de Kyra Sedgwick : Alex McAllister[11]
- 2023 : Mystère à Venise (A Haunting in Venice) de Kenneth Branagh : Maxime Gerard
- 2025 : The Life List d'Adam Brooks : Bradley "Brad" Ackerman
- 2025 : A House of Dynamite de Kathryn Bigelow

### Télévision

#### Séries télévisées
- 2016-2018 : The Path : Hawk Lane (36 épisodes)[1]
- 2018 : American Horror Story: Apocalypse : Timothy Campbell (4 épisodes)[3]

## Voix françaises
En France, plusieurs comédiens ont doublé Kyle Allen.
- Martin Faliu dans :
  - The Path (série télévisée)
  - American Horror Story (série télévisée)
  - The In Between

- Gauthier Battoue dans :
  - Rosaline
  - Mystère à Venise

Et aussi
- Sylvain Agaësse dans All My Life
- Guillaume Pevée dans Itinéraire des petites choses
- Julien Portugais dans West Side Story